# Parc provincial Little Abitibi
Le parc provincial Little Abitibi (anglais : Little Abitibi Provincial Park) est un parc provincial de l'Ontario situé à 60 km au nord de Cochrane. Il protège un réseau de lacs situé à la tête du bassin de la petite rivière Abitibi (en), un portion de 70 km de la même rivière et le cours du ruisseau New Post.